# Cédric Forgit
Cédric Forgit (Cognac, 23 de febrero de 1982) es un deportista francés que compitió en piragüismo en la modalidad de eslalon. Ganó dos medallas en el Campeonato Mundial de Piragüismo en Eslalon, plata en 2007 y bronce en 2005, y cinco medallas en el Campeonato Europeo de Piragüismo en Eslalon entre los años 2002 y 2006.

## Palmarés internacional
| Campeonato Mundial | Campeonato Mundial               | Campeonato Mundial | Campeonato Mundial |
| Año                | Lugar                            | Medalla            | Competición        |
| ------------------ | -------------------------------- | ------------------ | ------------------ |
| 2005               | Penrith (Australia)              | Medalla de bronce  | C2 por equipos     |
| 2007               | Foz do Iguaçu (Brasil)           | Medalla de plata   | C2 por equipos     |
| Campeonato Europeo |                                  |                    |                    |
| Año                | Lugar                            | Medalla            | Competición        |
| 2002               | Bratislava (Eslovaquia)          | Medalla de plata   | C2 por equipos     |
| 2004               | Skopie (Macedonia)               | Medalla de plata   | C2 individual      |
| 2005               | Tacen (Eslovenia)                | Medalla de bronce  | C2 por equipos     |
| 2006               | L'Argentière-la-Bessée (Francia) | Medalla de oro     | C2 individual      |
| 2006               | L'Argentière-la-Bessée (Francia) | Medalla de plata   | C2 por equipos     |